# Paigey Cakey
Pour les articles homonymes, voir Meade.
Paigey Cakey (prononcé en anglais : [peɪdʒi keɪki]), de son vrai nom Paige Meade, née le 18 janvier 1993, est une rappeuse et actrice anglaise originaire du district de Hackney (en), à l'Est de Londres.

## Carrière

### Musique
En 2012, Paigey Cakey sort sa première mixtape, The First Page,.
Sa troisième mixtape, The Right Paige, est faite en collaboration avec Yungen, Young Spray, Sneakbo, Stormzy, Chip, Snap Capone, Colours et Dubz. Elle publie un album, Red, début 2016, suivi d'une mixtape, Red Velvet, le 25 décembre 2016.
Ses chansons les plus connues sont Boogie, Nana (avec Geko) et Down. Elle gagne en notoriété en France après la sortie de la chanson Ça Va de SCH, accusé d'être un plagiat de sa chanson Down,.
En 2017, Paigey Cakey se lance dans sa première tournée, à Birmingham et à Londres.
Paigey Cakey apparaît en featuring avec Douma Kalash le 14 novembre 2017 sur le titre "Ainsi va la vie". Ce clip a été entièrement réalisé en Angleterre dans son quartier d'origine à Hackney.
Le 17 novembre 2017, Lacrim sort son album "Ripro 3". Elle y apparaît en featuring sur le titre "London Blues" (track 15).
Le 8 mai 2018, elle apparaît en guest dans le "Freestyle ***" du rappeur Snes-B sur la chaîne Youtube de Daymolition.
Le 17 mai 2018 le rappeur roumain Lino Golden sort "Panamera Remix", un featuring avec Paigey Cakey sur le remix du titre Down.

### Vidéo
En 2011, Cakey joue le personnage de Dimples dans le film Attack the Block et en 2012, elle joue Kelly dans le film The Knot.
De 2012 à 2013, elle joue le rôle de Jade dans Waterloo Road. Elle y rappe sur le sujet de l'avortement.
En 2014, elle interprète le rôle Kelly dans la série The Secrets de la BBC One, et elle joue Tamara en 2015 dans le film Legacy.

## Filmographie
- 2011 : Attack the Block - Dimples
- 2012 : The Knot - Kelly
- 2012 - 2013 : Waterloo Road - Jade
- 2014 : The Secrets - Kelly
- 2015 : Legacy - Tamara

## Discographie
- 2012 : The First Paige
- 2013 : The Next Paige
- 2014 : The Right Paige
- 2016 : Red
- 2016 : Red Velvet